# Herklotsichthys blackburni
Herklotsichthys blackburni är en fiskart som först beskrevs av Whitley, 1948.  Herklotsichthys blackburni ingår i släktet Herklotsichthys och familjen sillfiskar. Inga underarter finns listade i Catalogue of Life.